# موز مستدق
موز مستدق (الاسم العلمي:Musa acuminata) هو نوع من النباتات يتبع جنس الموز من فصيلة الموزية.